# Monument a Joan Pere Fontanella
El Monument a Joan Pere Fontanella (Olot, Garrotxa, 22 de juliol del 1575 - Perpinyà, 1649) és una escultura de Miquel Blay, la versió final de l'escultura és en bronze, de la qual hi ha esbossos de terra cuita i un original en guix de gran format. Va ser un encàrrec de l'Ajuntament d' Olot a Miquel Blay l'any 1893. La proposta de que Miquel Blay fos l'escultor de l'obra la va donar Joaquim Vayreda. La versió de guix i les de terra-cuita es troba al Museu de la Garrotxa.

## Context històric de l'obra
Aquesta obra va ser encarregada l'any 1893 a Miquel Blay per l'Ajuntament d'Olot, per dedicar un monument a la memòria de Joan Pere Fontanella. Miquel Blay va esculpir l'obra a la seva tornada de París i Roma, just en acabar la beca d'estudis que la Diputació Provincial de Girona li havia concedit a l'escultor.
Va ser exposada l'any 1894 a la II Exposició General de Belles Arts de Barcelona, amb la intenció de fer una versió de l'escultura en bronze als tallers de Frederic Masriera. En l'espera que hi hagués bronze disponible per a la versió i que l'Ajuntament d'Olot fes les seves gestions, l'escultura es va exposar a l'atri del Museu Municipal de Reproduccions de l'Ajuntament de Barcelona, al Palau de Belles Arts, fins a l'any 1907, any en què la peça és enviada a l'antic Museu-Biblioteca d'Olot.
La materialització del projecte, amb evidents canvis d'emplaçament i estructura, va ser possible l'any 1990, cinquanta cinc anys després de la mort de l'escultor, i gràcies a la col·laboració entre l'Ajuntament d'Olot i el Departament de Justícia de la Generalitat de Catalunya. El monument es va col·locar al Passeig de Barcelona, just a l'extrem més proper a la Plaça Clarà i no al capdamunt del Passeig Firal, on era el seu destí inicial. En principi, l'escultura havia d'estar integrada en un conjunt amb una font que abastaria d'aigua als veïns de la zona, tindria doncs alhora una funció utilitària. L'escultura va ser inaugurada pel President de la Generalitat Jordi Pujol i les autoritats olotines al 20 d'abril de 1991. Es tracta d'una escultura situada entre el realisme i el modernisme, ja que ens mostra un personatge real però amb avantguardes com el simbolisme.

## Tema
Escultura consisteix en un home assegut amb mirada severa i profunda que subjecta diferents obres literàries.
Joan Pere Fontanella, va ser un il·lustre advocat i jurisconsult olotí del segle xvii. Nascut a Olot al 1575 i mort a Perpinyà al 1651. És reconegut per publicar l'obra De Pactis Nuptialibus sive Capitulibus Matrimonailibus Tractatus, al 1612. Aquest text consistia en un extens tractat de dret familiar català. A causa de la seva posició a favor de les institucions catalanes se li negà en diverses ocasions un lloc a l'Audiència Reial. Als 65 anys, Joan Pere va ser elegit Conseller en Cap de Barcelona, càrrec que mantingué fins al 1641. Altres exemples d'obres seves podrien ser Decisiones Sacri Regi Senatus Cathaloniae i Testamentum Illustratum, inèdit.

## Descripció
L'obra consisteix en un home assegut en una cadira, amb bigoti i barba. Porta vestit llarg, de coll rodó aixecat i cordat amb botons al davant. Té la mà dreta caiguda al seu costat i amb l'esquerra aguanta un llibre gran una mica obert, que recolza a la cama dreta. Té els dits de la mà esquerra entre els fulls del llibre. Per sota la cadira, en diagonal, hi ha una bandera amb una creu a la punta. Presenta un modelat extremadament acurat i el qual no es menysprea cap racó. La cadira i la vestimenta són representades amb gran detall.
Sota la cadira llueix el Penó de Santa Eulàlia, patrona dels lletrats, i al seu costat alguns volums, entre el que es deixen veure les seves pròpies obres. La mirada de l'home és inquieta cerca i barrina, remarcada per les ondulacions dels cabells que, serpentejant, hi conflueixen. Aquesta és, de fet, la qualitat del jurista que l'autor volia recalcar. La mà caiguda té un cert gest inacabat i misteriós i l'índex corbat, en tensió, concentra l'energia de la figura.

## Composició
L' estructura de l'escultura està formada per tres centres d' atenció; la mirada, la mà caiguda, i l' índex esquerre vinclat, que dibuixen un triangle, subratllat pel pal de la bandera. El rectangle horitzontal representa la base on hi ha la cadira, i el cap el vèrtex del triangle. La cadira té les línies verticals i horitzontals, i els braços estan col·locats en forma de diagonal.
Les línies són rectes: les horitzontals de la base, la cadira i les espatlles. Les verticals de la cadira, i les diagonals de les cames i els braços de l' home, que s' uneixen en un vèrtex formant un triangle.

## Estil
Els esbossos en terra cuita, amb les figures assegudes, no mostren els sentiments, estan serenes, i són anteriors a la de guix, ja que s' havia d' escollir una per fer la versió de guix per l'encàrrec que va fer l' Ajuntament d' Olot. La versió de guix té elements del realisme i del modernisme, ja que apareix el simbolisme, on es difumina el cos i es marca l'estat d' ànim del personatge, que està molt pensatiu. En la versió de bronze es veuen elements semblants als de guix, però més marcats que les altres escultures.

## Esbossos
Aquesta obra compta amb quatre esbossos fets de terra cuita i dissenyats per Miquel Blay. El primer de tots es titula "Esbós nu per al monument a J.P.Fontanella" va ser creat al 1893 i tal com diu el titul es tracta d'un home nu assegut en una butaca. Té el braç caigut i l'esquerra sobre el braç de la butaca. Les seves mides són 34,5x24x21 cm. Té un modelat fresc i només esbossat. Aquest esbós figurava a la desapareguda Sala Blay del Museu Arqueològic d'Olot amb el núm.cat.17. També va ser exposat al Cinquantenari de la mort de Miquel Blay i Fàbrega a l'Escola de Belles Arts d'Olot, de l'11 de juliol fins al 17 d'agost de 1986. Finalment va ser presentat en l'exposició Escultura Catalana del segle xix, del neoclassicisme al realisme, al Saló dels Cònsols, Llotja de Mar del 2 al 23 de novembre de 1989.
El segon esbós es s'anomena "Esbós per al monument a J.P.Fontanella" aquest cop es representa com un home gran, amb vestit llarg i coll rodó, assegut en una butaca. Té el colze dret sobre el braç de la butaca i la mà dreta sota la barba. Amb la mà esquerra aguanta un llibre obert, a sobre de la cama dreta. També té un modelat fresc i només esbossat amb l'afegit de que aquest cop té textures i ditades. Com l'altre esbós també va figurar a la desapareguda Sala Blay del Museu Arqueològic d'Olot amb el núm.cat.19 i en el Cinquantenari de la mort de Miquel Blay i Fàbrega, també a Olot.
El tercer té el mateix nom que l'últim esbós. S'hi observa un home gran, amb vestit llarg i coll rodó, assegut en una butaca. Té el braç dret caigut al seu costat i amb la mà esquerra aguanta un llibre mig obert, damunt la cama dreta. Presenta les mateixes característiques de modelatge que l'anterior escultura i va ser exposat en les mateixes exposicions.
I finalment el quart esbós i últim és el que més similituds presenta amb el model final. S'hi veu un home gran, amb el mateix vestit llarg i assegut també a una butaca. Té el braç dret caigut al seu costat i amb la mà esquerra aguant un llibre mig obert, damunt la cama dreta. Té els dits de la mà esquerra entre les planes del llibre. Presenta les mateixes característiques que els altres dos esbossos i també va ser presentat en les mateixes exposicions.

## Exposicions
Aquestes exposicions són de la versió final en guix:
- II Exposició General de Belles Arts, Barcelona, 1894.
- Figurava en la Sala Miquel Blay al Museu Arqueològic d' Olot.
- Exposició Commemorativa del 1r Centenari del naixement de Miquel Blay i Fàbrega, Olot, setembre del 1966.
- Homenatge d' Olot a Joan Pere Fontanella, Olot, Museu de la Garrotxa, abril del 1991.